# Aeródromo de Xpujil
El Aeródromo de Xpujil (Código DGAC: XJL) es un pequeño aeropuerto ubicado al noroeste de la ciudad de Xpujil en el estado de Campeche y es operado por el gobierno estatal del mismo. Cuenta con una pista de aterrizaje de 1260 metros de largo y 30 metros de ancho y una plataforma de aviación de 20m x 60 m (1200 metros cuadrados). En 2014 el entonces presidente Enrique Peña Nieto anunció la modernización del aeródromo para permitir la llegada de aeronaves de mayor capacidad, así como la ampliación de la carretera de acceso a la Zona Arqueológica de Xpujil y la creación de un parque temático, todo esto con el fin de incentivar el turismo en la zona.

## Accidentes e incidentes
- El 18 de agosto de 2014 una aeronave Piper PA-34 Seneca con matrícula XB-MQS que cubría un vuelo entre el Aeropuerto Internacional de Mérida y el Aeródromo de Xpujil tuvo un mal procedimiento de aterrizaje, lo que causó el colapso del tren de aterrizaje y el posterior despiste. Los 5 ocupantes sobrevivieron.[4][5]